# Headshots: Se7en
Albums de Atmosphere
Overcast!
(1997) Lucy Ford: The Atmosphere EP's
(2001)
Headshots: Se7en est une compilation d'Atmosphere, sortie le 1er mai 1999. Publié uniquement en cassette et en vinyle, l'opus a été réédité en CD le 4 janvier 2005.
L'album s'est classé 12e au Top Independent Albums, 100e au Top R&B/Hip-Hop Albums et 165e au Billboard 200.

## Liste des titres
| 1.  | Sep Seven Game Show Theme             |                                                                           | 4:08 |
| 2.  | Round and Round                       | Beyond This World des Jungle Brothers                                     | 3:42 |
| 3.  | Tracksmart (featuring Mr. Gene Poole) |                                                                           | 4:10 |
| 4.  | Choking on the Wishbone               | Still Fly de Big Tymers                                                   | 4:10 |
| 5.  | The Jackpot/Swept Away                | Get Out of My Life, Woman d'Iron Butterfly The New Style des Beastie Boys | 5:35 |
| 6.  | @ It Again                            | Eastern Star de Paul Horn et Nexus                                        | 2:06 |
| 7.  | The Stick Up (featuring Eyedea)       |                                                                           | 4:10 |
| 8.  | Lyle Lovette                          |                                                                           | 1:27 |
| 9.  | Higher Living                         |                                                                           | 4:32 |
| 10. | To the Break of Sean                  |                                                                           | 3:21 |

| 1.  | Deer Wolf                                               |                                       | 3:42 |
| 2.  | Molly Cool                                              |                                       | 4:49 |
| 3.  | Dungeons and Dragons (featuring Musab)                  |                                       | 3:08 |
| 4.  | Anterlude                                               |                                       | 0:38 |
| 5.  | Advanced Communications                                 |                                       | 2:56 |
| 6.  | A Tall Seven and Seven                                  |                                       | 2:00 |
| 7.  | 3.2 Red Dog                                             | Warm Beer and Cold Women de Tom Waits | 2:07 |
| 8.  | The Abusing of the Rib                                  |                                       | 3:36 |
| 9.  | Write Now (Multiples No. 4)                             |                                       | 2:00 |
| 10. | I Wish Those Cats @ Fobia Would Give Me Some Free Shoes |                                       | 3:45 |
| 11. | Heart                                                   | Joanna's Theme d'Herbie Hancock       | 4:05 |

| 1.  | Industrial Warfare (Interprété par The Dynospectrum)             |                                                                                         | 4:05 |
| 2.  | Travel (Remix)                                                   | Our Love Has Died des Ohio Players                                                      | 4:11 |
| 3.  | 7th St. Entry                                                    |                                                                                         | 2:59 |
| 4.  | Sent (Interprété par Beyond et Slug)                             |                                                                                         | 4:51 |
| 5.  | Multiples Reprise (Remix)                                        | Memphis in June du Ramsey Lewis Trio All the Things You Are de The Longines Symphonette | 5:38 |
| 6.  | Funny Colors in My Mushroom Trails (Interprété par Sess et Slug) | Enlightenment de Billy Paul                                                             | 3:59 |
| 7.  | Fuck the Bullshit (Interprété par The Dynospectrum)              |                                                                                         | 3:59 |
| 8.  | Struggle Song (Interprété par The Dynospectrum)                  |                                                                                         | 3:38 |
| 9.  | Dubs (Interprété par Beyond et Slug)                             |                                                                                         | 3:33 |
| 10. | Substance Abuse (featuring Extreme)                              |                                                                                         | 4:43 |